# Paweł Jaracz
Paweł Jaracz (* 22. Juli 1975 in Kożuchów) ist ein polnischer Schachmeister.
Jaracz siegte oder belegte vordere Plätze in mehreren Turnieren: 3. Platz bei der 51. Meisterschaft Polens in Danzig (1994), 3. Platz beim Turnier in Świdnica (1999) und 1. Platz beim Open in Lubawka (2008).
Seit 2000 trägt er den Großmeister-Titel. In der deutschen Schachbundesliga spielte er von der Saison 2007/08 bis zur Saison 2016/17 für die SG Trier, in der Saison 2019/20 spielt er für den SC Remagen-Sinzig in der 2. Bundesliga West. In der polnischen Mannschaftsmeisterschaft spielte er 1990 und 1991 für JKS Spartakus Jelenia Góra, 1996 für ZPD Technolog Jasień, von 1997 bis 2000 für KSz Stilon Gorzów Wielkopolski, mit denen er 1997 und 1998 Meister wurde sowie 1998 am European Club Cup teilnahm, 2001 bis 2009 für AZS UMCS Lublin und seit 2012 für GK Baszta MOS Żnin. Paweł Jaracz spielt ferner in der britischen Four Nations Chess League für Manx Liberty und war auch schon in der belgischen Interclubs (für Boey Temse) und der tschechischen Extraliga (für TJ Zikuda Turnov) aktiv. Seine Frau Barbara Jaracz (geborene Grabarska) ist Frauengroßmeisterin (WGM) mit einer bisher höchsten Elo-Zahl von 2342 im April 2003.